# Chicago Cubs
Chicago Cubs er et amerikansk baseballhold fra Chicago i delstaten Illinois. Holdet spiller i Central Division i National League (se Major League Baseball). Deres berømte hjemmebane hedder Wrigley Field og er Amerikas næstældste baseballstadion.
Cubs havde stor succes i slutningen af 1800-tallet samt starten af det 20. århundrede, men efter 2. verdenskrig var det kun blevet til 3 divisionstitler og ingen World Series-sejre, selvom holdet gennem tiden både har haft spillerne og økonomien til at bryde resultattørken. Imidlertid holdt klubbens store fanskare stædigt fast i drømmen, og et af de største diskussionsemner i baseballs vinterpause har ofte været, om Cubs endelig kunne vende tilbage til toppen. Og den 2. november 2016 lykkedes det. Cubs vandt for første gang siden 1908 World Series ved efter 10 innings at besejre Cleveland Indians 8-7 efter at have været bagud med 6-7 i den 7de og afgørende match på Wrigleys, Indians hjemmebane i Cleveland. Cubs havde i serien været bagud 1-3 men vandt de tre sidste kampe.
Chicago Cubs deler by med Chicago White Sox, som dog spiller i American League, og holdene mødes derfor ikke så ofte i indbyrdes opgør. Cubs deler farverne rød, blå og hvid med det amerikanske flag. Endvidere optræder holdet ofte i amerikanske film.

## Historie
Holdet startede som Chicago White Stockings i 1870 inspireret af den succes, som det første professionelle hold Cincinnati Red Stockings nød. Året efter blev National Association – og dermed organiseret baseball – dannet. I 1876 blev National Association afløst af den nuværende National League. White Stockings vandt den første sæson, og desuden vandt de 5 mesterskaber mere fra 1880 til 1886. Holdets leder var 1. basemanden Adrian "Cap" Anson, måske datidens bedste spiller og den første, der nåede 3.000 hits i sin karriere (se baseballstatistikker).
Umiddelbart før århundredeskiftet ændrede White Stockings navn til Chicago Colts og snart derefter til Chicago Orphans. Først i 1902 lagde holdet sig fast på navnet Chicago Cubs.
I starten af 1900-tallet blev Cubs anført af tre dygtige infieldere: Joe Tinker (shortstop), Johnny Evers (2. basemand) og Frank Chance (1. basemand). Disse tre ledte sammen med en suveræn pitchingsstab (bestående af bl.a. Mordecai "Three-Finger" Brown, der pga. en maskinskade kun havde tre fingre på sin kastehånd) Cubs til 4 ligamesterskaber og 2 World Series-sejre fra 1906 til 1910. 1906-udgaven af Chicago Cubs vandt 116 kampe i løbet af en sæson på 152 kampe, hvilket er rekord (i 2001 matchede Seattle Mariners dette tal, men det skete i en 162 kampe lang sæson).
Efter de gode år faldt Cubs tilbage i tabellen de næste to årtier, med undtagelse af 1918, hvor det blev til endnu et ligamesterskab. På det tidspunkt blev klubbens ejerskab overtaget af tyggegummikongen William Wrigley, og lysere tider lå forude. Fra 1929 og frem til 1938 vandt Cubs ligaen hvert tredje år, dvs. 4 mesterskaber i alt. Det blev dog aldrig til succes i World Series, hvor Cubs ofte måtte se sig ydmyget af diverse American League-rivaler.
Bortset fra et enkelt mesterskab mere i 1945, har Cubs ikke vundet ligaen siden storhedstiden i 1930'erne. Det er dermed heller ikke lykkedes dem at nå til World Series. I 1980'erne vandt de 2 divisionsmesterskaber i East Division, og efter Central Divisions oprettelse har de vundet ét divisionsmesterskab dér i 2003.
Chicago Cubs lider under den længste World Series-tørke i baseball. Parallelt med Boston Red Sox' Bambino Curse taler man derfor i Chicago om the Curse of the Billy Goat. Historien går på, at en kroejer, William "Billy Goat" Sianis, havde to billetter til World Series i 1945. Han valgte at tage sin kæledyrsged med som ledsager til kampen, men blev smidt ud af stadionvagterne. Ude af sig selv af raseri kastede Sianis en forbandelse over holdet, og ganske rigtigt tabte Cubs 1945-udgaven af World Series og er aldrig vendt tilbage siden.

## Spillestil
I 2005 blev Chicago Cubs i høj grad båret frem af 1. basemanden Derrek Lee, der leverede sin uden sammenligning bedste sæson hidtid. Hele sæsonen lå han i toppen af de tre vigtigste offensive kategorier: batting average, home runs og RBI. Han endte som nr. 1 i den førstnævnte kategori. Hele holdet lå da også godt til mht. home runs og batting average, men på trods af det var de blandt de dårligste hold til at score point (nr. 20 ud af 30 hold i MLB).
Offensiven er stærkt centreret omkring Derrek Lee og 3. basemanden Aramis Ramirez, og det har været et problem for holdet, at det har været for afhængigt af disse to profiler.
Pitchingsmæssigt er Chicago Cubs i øjeblikket ret middelmådige. Deres totale ERA lå som nr. 15 i MLB i 2005. Holdet besidder en række unge pitchere, der er blevet spået en stor fremtid, men Mark Prior og Kerry Wood har ikke været i stand til at slå fuldt igennem som pålidelige startere endnu.

## Spilledragt
Hjemmebaneuniformen er hvid med blå nålestriber og et blåt, hvidt og rødt logo over hjertet.
Udebanetrøjen er grå med teksten "CHICAGO" skrevet med blåt over brystet.

## Stadion
Cubs' hjemmebane hedder Wrigley Field. Stadionet er bygget i 1914 og er det næstældste baseballstadion, kun overgået af Boston Red Sox' Fenway Park fra 1912. Wrigley Field hed først Weeghman Park og var ejet af Charles H. Weeghman.
Stadionets adresse, "1060 West Addison", er berømt, men i mindst én udgave af filmen The Blues Brothers oversættes Wrigley Field desværre fejlagtigt som byens radiostation.
Wrigley Field er kendt for, at outfieldmuren er dækket af vedbend, hvori bolden godt kan risikere at sidde fast eller ligefrem blive væk. Hvis dette er tilfældet, tæller batterens skud som en double. Desuden er det et godt stadion for stærke højrehåndede battere, da den venstre del af outfieldmuren ligger ret tæt på home plate og der dermed er øget chance for at slå home runs.

## Nuværende profiler
- Derrek Lee (1. basemand): Var med i kapløbet om at blive MVP (den mest værdifulde spiller) i 2005. Central for Cubs' offensiv.
- Greg Maddux (starting pitcher): Allerede en legende. Maddux kaster ikke hårdt, men er alligevel blandt de mest succesrige pitchere i historien. Alderen begynder dog at vise sig i hans spil.
- Mark Prior (starting pitcher): Betragtes som en af de mest lovende unge pitchere i MLB efter en forrygende første sæson i 2003. Siden har skader dog begrænset hans spilletid dramatisk.
- Aramis Ramirez (3. basemand): Er i stand til både at slå home runs og have en høj batting average, hvilket er meget usædvanligt for en 3. basemand.

## Legendariske spillere
- Cap Anson (Hall of Fame)
- Ernie Banks (Hall of Fame)
- Mordecai Brown (Hall of Fame)
- Frank Chance (Hall of Fame)
- Johnny Evers (Hall of Fame)
- Ryne Sandberg (Hall of Fame)
- Ron Santo
- Al Spalding (Hall of Fame)
- Joe Tinker (Hall of Fame)
- Billy Williams (Hall of Fame)

NB. Ud over ovenstående er der også en lang række andre spillere, som dog har spillet det meste af deres karrierer i andre klubber.